# Hemipenthes velutina
Hemipenthes velutina är en tvåvingeart som först beskrevs av Johann Wilhelm Meigen 1820.  Hemipenthes velutina ingår i släktet Hemipenthes och familjen svävflugor. Inga underarter finns listade i Catalogue of Life.